# Wilson City
Wilson City – wieś w Stanach Zjednoczonych, w stanie Missouri, w hrabstwie Mississippi.